# کوه‌های پیلیش

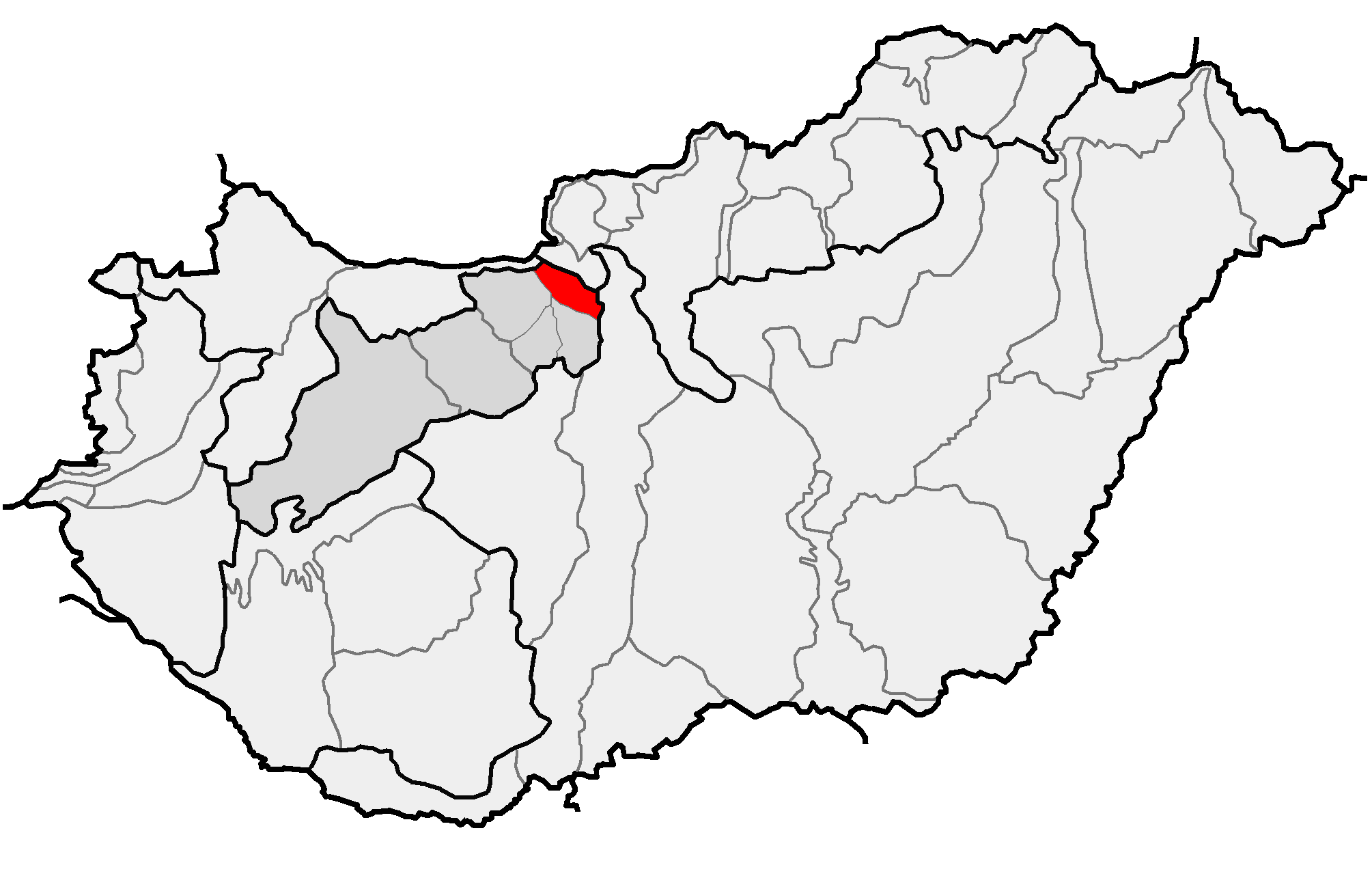
موقعیت کوه‌های پیلیش در زیربخش‌های فیزیکی مجارستان

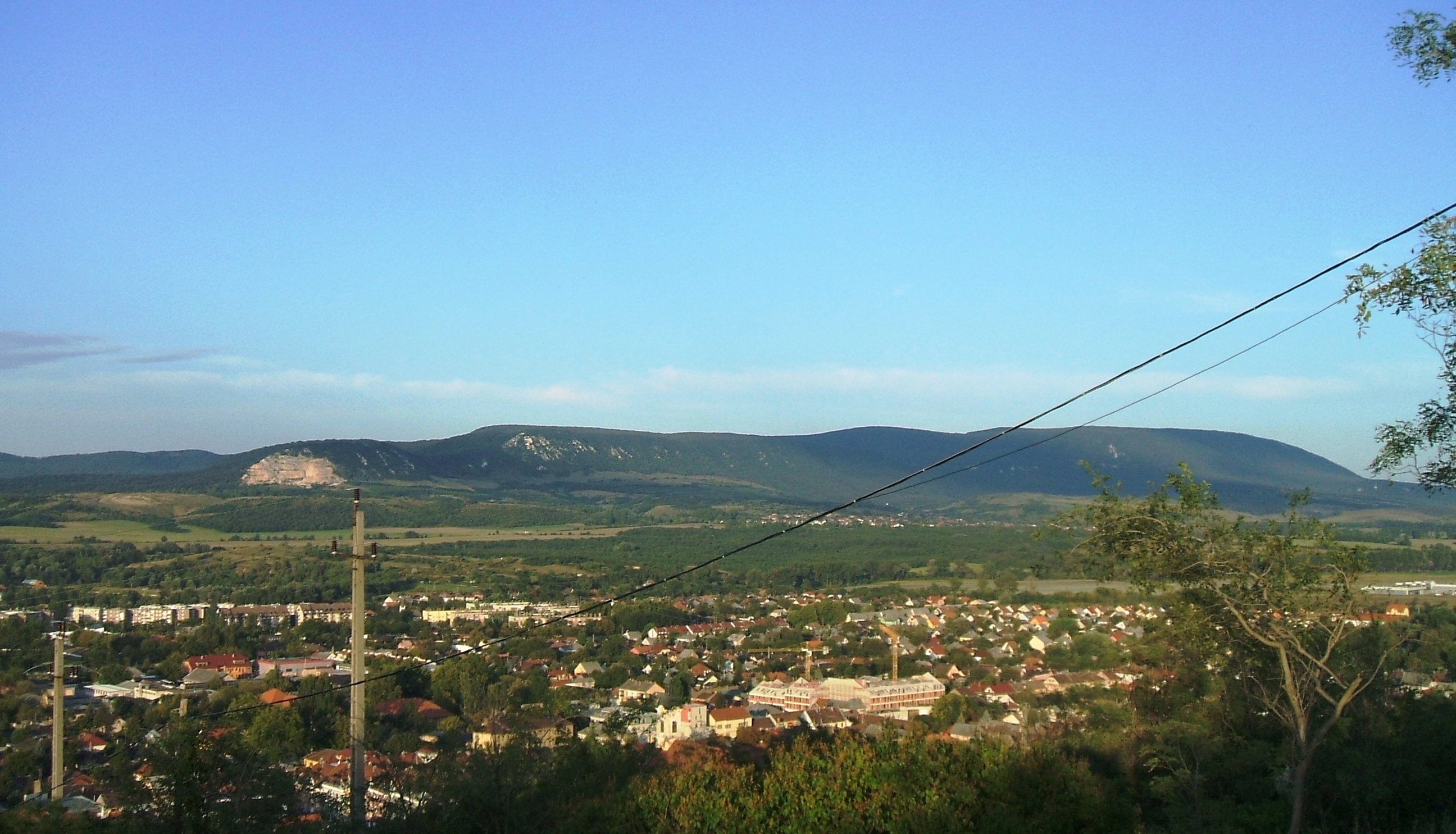
نمای کوه‌های پیلیش از درگ

کوه‌های پیلیش منطقه‌ای کوهستانی در کوه‌های فرادانوب است. بلندترین قلهٔ آن، ۷۵۶ متر (۲٬۴۸۰ فوت) ارتفاع دارد و یک مقصد کوه‌نوردی محبوب در مجارستان است.